# Tails e il Music Maker
Tails e il Music Maker (テイルスと音楽メーカー?, Teirusu to ongaku Mēkā, lett. "Tails e il creatore musicale") è un videogioco educativo per Sega Pico, sviluppato da Novotrade (ora nota come Appaloosa Interactive) e distribuito da Sega in Occidente e da Imagineer in Oriente. Venne pubblicato rispettivamente nel settembre 1994 nel Nord America, nel dicembre 1995 in Giappone e alla fine dello stesso anno in Europa.
Come la maggior parte dei giochi destinati al Sega Pico, Tails e il Music Maker è stato progettato per i bambini ed è diviso in cinque minigiochi. Il suo scopo è quello di fare imparare le scale musicali, il tempo, il ritmo e l'abbinamento dei suoni con i corrispettivi strumenti con l'aiuto della volpe Tails.
Il gioco è molto diverso dai restanti titoli della serie da cui è tratto, sia dal punto di vista ludico che visivo. Questo capitolo ha ricevuto recensioni contrastanti da parte della stampa. Nonostante lo stile di gioco insolito, i recensori hanno criticato la grafica e i minigiochi presentati.

## Modalità di gioco
Tails e il Music Maker è un gioco educativo con vari minigiochi (chiamati pagine). I giocatori possono utilizzare la penna magica o i pulsanti per controllare la volpe Tails. Utilizzando lo stilo, è necessario fare clic su punti diversi in ciascuna pagina, attivando così i minigiochi. Tails e il Music Maker non presenta uno scopo particolare, i giocatori possono giocare fintanto che non si annoiano.
Di seguito è riportato un elenco di minigiochi, ognuno dei quali è uscito su cartucce separate.
- Pagina 1: È una versione alternativa del livello Green Hill Zone del primo Sonic the Hedgehog e include due minigiochi[5]. Il primo è simile a un platform: il giocatore deve guidare Tails attraverso tre livelli. Si può fermare la volpe, sgattaiolare in punta di piedi, correre e saltare. Ogni movimento del personaggio utilizza uno dei classici brani musicali: Canone di Pachelbel di Johann Pachelbel, Scherzo tratto da Sogno di una notte di mezza estate di Felix Mendelssohn e Rondò alla turca da Sonata per pianoforte n. 11 di Wolfgang Amadeus Mozart[1]. Il secondo gioco è analogo a quello delle sedie musicali. Tails, insieme alle rane, devono saltare da una foglia di ninfee all'altra. In poco tempo cambieranno i colori delle foglie; quando la musica si ferma, la foglia colorata di rosso affonda e di conseguenza chi vi è sopra cade in acqua e perde la partita.
- Pagina 2: Il primo gioco è un flipper a tema musicale dove si usa Tails invece di una palla[6]. Gli ammortizzatori hanno la forma di vari strumenti musicali e, quando vengono colpiti, emettono gli stessi suoni degli strumenti che rappresentano. Per avanzare al livello successivo, il giocatore deve toccare la campana situata nella parte superiore del tabellone. Nel secondo gioco, bisogna circondare nove note musicali saltellanti, dopodiché il giocatore sentirà la scala[6].
- Pagina 3: Include un gioco analogo a Breakout. Il giocatore deve usare la barra per lanciare Tails accovacciato come una sfera per distruggere il muro, composto da battute musicali[7].
- Pagina 4: In uno dei minigiochi, il giocatore deve ascoltare il suono di diversi strumenti musicali[8]. Gli strumenti vengono quindi mescolati e il giocatore deve associare ogni tema allo strumento corretto. In un altro gioco, si ha il compito di scegliere una tra le 12 canzoni disponibili e poi, con l'aiuto delle istruzioni che appariranno sullo schermo, riprodurle nella maniera corretta. Questi 12 brani includono: Twinkle, Twinkle, Little Star, The Farmer in the Dell, Jingle Bells, Cat and the Fiddle, Mary had a little lamb, Three Blind Mice, Pop Goes the Weasel, Billy Boy, A Bicycle Built for Two, Eensie Weensie Spider, Hickory Dickory Dock e Row, Row, Row Your Boat[9]. Il giocatore deve suonarne tre con successo per liberare l'uccello seduto nella gabbia[8].
- Pagina 5: Include il pianoforte virtuale della pagina precedente[9] e la possibilità di colorare a proprio piacimento alcuni disegni ritraenti i personaggi del gioco[10].

## Sviluppo e pubblicazione
Nello sviluppo di Tails e il Music Maker ha partecipato la società Novotrade International, che precedentemente non aveva mai lavorato alla serie di Sonic the Hedgehog. Il gioco è stato il secondo della serie ad essere pubblicato per la console Sega Pico, assieme a Sonic Gameworld. Tails e il Music Maker è stato anche uno dei pochi titoli della saga a presentare Tails come protagonista invece del più consueto Sonic, il quale però fa comunque un breve apparizione nella quinta pagina. Questo capitolo era significativamente diverso dagli altri giochi della serie Sonic, sia in termini di gameplay che di grafica, ed era rivolto principalmente a un pubblico di bambini. Poiché lo scopo principale era l'insegnamento della musica ai più giovani, furono inclusi brani noti di compositori di musica classica. Uscì per la prima volta in Nord America nel settembre 1994, mentre arrivò in Giappone il 5 dicembre 1995 pubblicato da Imagineer; nello stesso anno venne reso disponibile anche in Europa.

## Accoglienza
AllGame ha dato a Tails e il Music Maker un punteggio di 2,5 su 5 stelle.